# Håkan Malmrot

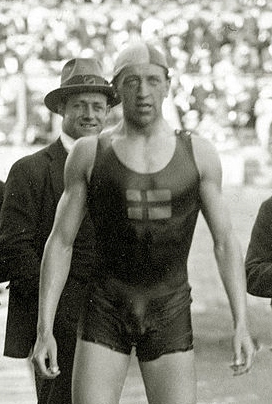
Håkan Malmrot 1920

Håkan Malmrot (* 29. November 1900 in Örebro; † 10. Januar 1987 in Karlskrona) war ein schwedischer Schwimmer.
Er war der erste schwedische Schwimmer, der bei Olympischen Spielen eine Goldmedaille gewinnen konnte. Bei den Olympischen Spielen 1920 in Antwerpen wurde er sowohl über 200 m Brust als auch über 400 m Brust Olympiasieger. In beiden Rennen verwies er seinen Landsmann Thor Henning auf den zweiten Platz. Im Jahr 1980 wurde er in die Ruhmeshalle des internationalen Schwimmsports aufgenommen.